# Kanton Salon-de-Provence-2
Der Kanton Salon-de-Provence-2 ist ein französischer Wahlkreis im Département Bouches-du-Rhône in der Region Provence-Alpes-Côte d’Azur. Er umfasst einen Teilbereich der Gemeinde Salon-de-Provence und drei weitere Gemeinden. Bei der landesweiten Neuordnung der französischen Kantone wurde er 2015 neu geschaffen.

## Gemeinden
Der Kanton besteht aus vier Gemeinden und Gemeindeteilen mit insgesamt 71.069 Einwohnern (Stand: 1. Januar 2022) auf einer Gesamtfläche von 320,22 km²:
| Gemeinde                   | Einwohner 1. Januar 2022 | Fläche km² | Dichte Einw./km² | Code INSEE | Postleitzahl | Arrondissement  |
| -------------------------- | ------------------------ | ---------- | ---------------- | ---------- | ------------ | --------------- |
| Grans                      | 5.382                    | 27,60      | 195              | 13044      | 13450        | Istres          |
| Miramas                    | 25.891                   | 25,74      | 1.006            | 13063      | 13140        | Istres          |
| Saint-Martin-de-Crau       | 13.962                   | 214,87     | 65               | 13097      | 13310        | Arles           |
| Salon-de-Provence          | 25.834                   | 52,01      | 497              | 13103      | 13300        | Aix-en-Provence |
| Kanton Salon-de-Provence-2 | 71.069                   | 320,22     | 222              | 1327       | –            | –               |

1. ↑   Nur der westliche Teil der Gemeinde, der Rest gehört zum Kanton Salon-de-Provence-1.

## Politik
| Vertreter im Departementrat | Vertreter im Departementrat        | Vertreter im Departementrat |
| Amtszeit                    | Namen                              | Partei                      |
| --------------------------- | ---------------------------------- | --------------------------- |
| 2015–2021                   | Martine Amselem Frédéric Vigouroux | DVG PS                      |
| 2021–                       | Martine Amselem Yves Vidal         | DVG PRG                     |